# Bontepolder
De Bontepolder is een polder ten westen van Sluiskil, behorende tot de Polders in de vaarwegen naar Axel en Gent, in de Nederlandse provincie Zeeland. 
Vergunning tot het inpolderen van 100 ha schor in het oostelijk deel van het (afgedamde) Axelse Gat werd aangevraagd in 1885. In 1886 volgde de aanbesteding van de werken, waaronder de aanleg van een 720 m lange dam tussen de Visartpolder en de Pierssenspolder. In 1887 kwam de polder gereed. Ze is 101 ha groot en vernoemd naar de familie Bonte, die de belangrijkste eigenaar was.
In de 21e eeuw ligt in de polder een groot zonnepark van het bedrijf Novar, op de plek van een voormalige vuilstortplaats.